# Великая Девица
Вели́кая Деви́ца (укр. Вели́ка Діви́ця) — село в Прилукском районе Черниговской области Украины. Расположено на реке Галка. Население — 348 человек. Занимает площадь 2,829 км².
Код КОАТУУ: 7424181901. Почтовый индекс: 17521. Телефонный код: +380 4637.

## Власть
Орган местного самоуправления — Великодевицкий сельский совет. Почтовый адрес: 17521, Черниговская обл., Прилукский р-н, с. Великая Девица, ул. 8-го Марта, 2а.

## История
В ХІХ столетии село Великая Девица было в составе Малодевицкой волости Прилукского уезда Полтавской губернии. В селе была Николаевская церковь.